# New Found Glory
New Found Glory est un groupe de pop punk américain, originaire de Coral Springs, en Floride. Formé en 1997, le groupe est désormais basé en Californie. Le groupe comprend actuellement Jordan Pundik (chant), Chad Gilbert (guitare solo, chœurs), Ian Grushka (basse) et Cyrus Bolooki (batterie),. Le guitariste et parolier Steve Klein quitte le groupe en 2013, à cause de « divergences personnelles »,.

## Biographie

### Débuts (1997–1999)
New Found Glory est originaire de Coral Springs, en Floride. Leurs origines remontent à 1997 lorsque Jordan Pundik (chant) et Ian Grushka (basse) jouent au sein du groupe Inner City Kids (plus tard appelé Flip 60). Après la séparation de Flip 60, ils recrutent Stephen Klein (guitare), que Pundik a rencontré au Marjory Stoneman Douglas High School.
La formation donc voit le jour en 1997, et commence à se produire sur différentes scènes locales, acquérant un large public. En 1999, un premier LP sort, Nothing Gold Can Stay avec Hit or Miss, suivi rapidement par un EP, From the Screen to Your Stereo. Le groupe tourne sur la côte est américaine, et réussit à vendre l'EP avec succès. Forts de ces premières livraisons, les membres décrochent un contrat avec le label Drive-Thru, appartenant à MCA. Suit l'album Nothing Gold Can Stay (1999).

### Popularité (2000–2005)
Ils signent donc avec le label Drive-Thru Records et publie From the Screen to Your Stereo en 2000. Les relations de Drive-Thru avec MCA Records font que le groupe passera d'un petit label à une major. Plus tard cette année, le groupe publie Hit or Miss qui atteint la 15e place des US Modern Rock, ce qui aide le groupe à se populariser. Avec leur deuxième album New Found Glory (2000), ils atteignent la première place des Billboard Heatseekers et passe 21 semaines dans le Billboard 200. L'album marque aussi le débuts du groupe sous le simple nom de Nw Found Glory, sans le A. Il est certifié disque d'or par la RIAA.
NFG entre en studio et enregistre son premier album, éponyme, qui sort en mai 2001. Ils reviennent à l'été 2002 avec leur second album Sticks and Stones qui comprend les deux singles populaires My Friends Over You et Head on Collision. Sticks and Stones est publié le 11 juin 2002 et atteint la 4e place du Billboard 200. Avec le succès de l'album, le groupe joue à l'édition 2002 du Vans Warped Tour puis voit son album certifié disque d'or par la RIAA.
Le single de leur quatrième album, All Downhill from Here atteint la 11e place du Rock Chart avant la sortie de Catalyst (2004). L'album, lui, atteint la troisième place du Billboard 200, avec 146 000 exemplaires vendus la première semaine. Le style plus heavy, qui comprend des éléments de heavy metal et new wave,,, mène la presse spécialisée à comparer New Found Glory à d'autres groupes populaires. Chad Gilbert d'AbsolutePunk compte le groupe à Good Charlotte et Simple Plan. Le groupe tourn en soutien à l'album avec Green Day à la fin de 2004 pendant la tournée American Idiot. La chanson This Disaster est incluse dans le jeu vidéo Madden NFL 2005, édité par EA Sports et At Least I'm Known for Something est incluse dans Burnout 3: Takedown. Il devient leur troisième album certifié disque d'or par la RIAA.

### Maturité (2006–2009)
En 2006 parait l'opus Coming Home avec pour single It's Not Your Fault. En 2007, ils sortent une suite à l'EP From the Screen to Your Stereo, en reprenant des titres de teen movies, comme le hit Kiss Me de Sixpence None the Richer, Lovefool de Cardigans ou encore It Ain't Me Babe de Bob Dylan.
En 2008, NFG sort une compilation pour leurs dix ans de carrière intitulé Hits, on retrouve leurs plus gros succès comme Hit or Miss, My Friends over You, All Downhill from Here et It's Not Your fault, on retrouve aussi un morceau inédit Situations sorti pour le Warped Tour 2007. La même année, NFG sort un nouvel EP hardcore intitulé Tip of the Iceberg, sur le label Bridge 9 Records. Il comprend trois originaux, et trois reprises des groupes Gorilla Biscuit, Shelter et Lifetime.
Le 10 mars 2009, NFG sort un nouvel opus appelé Not Without A Fight, produit par Mark Hoppus (Blink 182, +44). Cet album sort sur le label Epitaph Records qui a produit entre autres Bad Religion, Rancid, The Offspring, NOFX, Motion City Soundtrack et The Matches. Le premier single Listen to Your Friends, est dévoilé deux jours avant Noël. Les autres singles de cet album sont Don't Let Her Pull You Down et Truck Stop Blues.
Pour fêter les dix ans de leur premier album, le groupe décide de sortir une nouvelle fois ce dernier le 26 janvier 2010 cette fois sur le label Geffen Records, une édition spéciale accompagnée d'un DVD et de sept chansons bonus  (démos, b-sides, remix). Une grande tournée à travers toutes les États-Unis suit, avec en première partie les groupes Hellogoodbye, Saves the Day et [ireworks.

### Retour au pop punk (2010–2013)
L'été 2010, New Found Glory participent au Honda Civic Tour avec Paramore, Tegan & Sara et Kadawatha. C'est à ce moment-là qu'ils écrivent de nouvelle démos pour un nouvel album. Après la tournée le groupe enregistre trois nouvelle démos, ils les envoient par mail à Neal Avron qui a déjà travaillé avec eux sur Not Without a Fight et produit Sticks and Stones, l'éponyme et Catalyst. Mais les trois démos ne convient pas à Neal Avron qui ne les trouve pas accrocheuse. Alors le groupe décide d'enregistrer six nouvelle démos mais Neal Avron n'est toujours pas convaincu. Alors Chad Gilbert guitariste travaille dur et avec le groupe enregistre huit nouvelles démos. Finalement en novembre 2010, le groupe annonce que Neal Avron produira ce nouvel opus. Ce sera le septième album studio pour New Found Glory.
En début d'année 2011, New Found Glory part en tournée en Asie et Australie où ils participent pour la seconde fois consécutive au Soundwave Festival. De retour à la maison, New Found Glory entre en studio pour enregistrer le nouvel album. En mai, le groupe ouvre leur nouveau site web, c'est l'occasion pour eux d'organiser un vidéo tchat le 12 mai. Lors de ce vidéo tchat NFG dévoilera le nom de l'album Radiosurgery,. Chad expliquera quelques jours plus tard, sur le site du groupe la signification du titre. Le titre est en rapport à l'opération qu'a subie Chad Gilbert, qui s'est fait opérer de la glande thyroïde, on apprendra que cette opération fut réussie et qu'elle n'était pas cancéreuse. Car la « Radiosurgery » est un acte clinique pour soigner les cancers situés dans le cerveau. Lors d'une mise à jour sur l'enregistrement de l'album, on apprend que Bethany Cosentino la chanteuse de Best Coast, enregistre les voix pour une chanson qui s’appellerait Caught in the Act. Chad expliquera plus tard qu'il a rencontré Bethany Cosentino grâce au site social Twitter.
À la suite de cela, Bethany invite Chad à venir voir un concert et ils sont devenus amis. C'est alors qu'ils ont gentiment demandé à Bethany Cosentino de venir poser sa voix sur une chanson. Le groupe annonce plus tard, que l'album sortira le 4 octobre prochain et distribué par Epitaph Records avec qui ils travaillent depuis l'album Not Without A Fight. Il y a quelques jours, le groupe annonce que le premier single sera disponible le 2 août prochain, celui-ci portera le même nom que l'album Radiosurgery.

### ResurrectionetMakes Me Sick(depuis 2014)

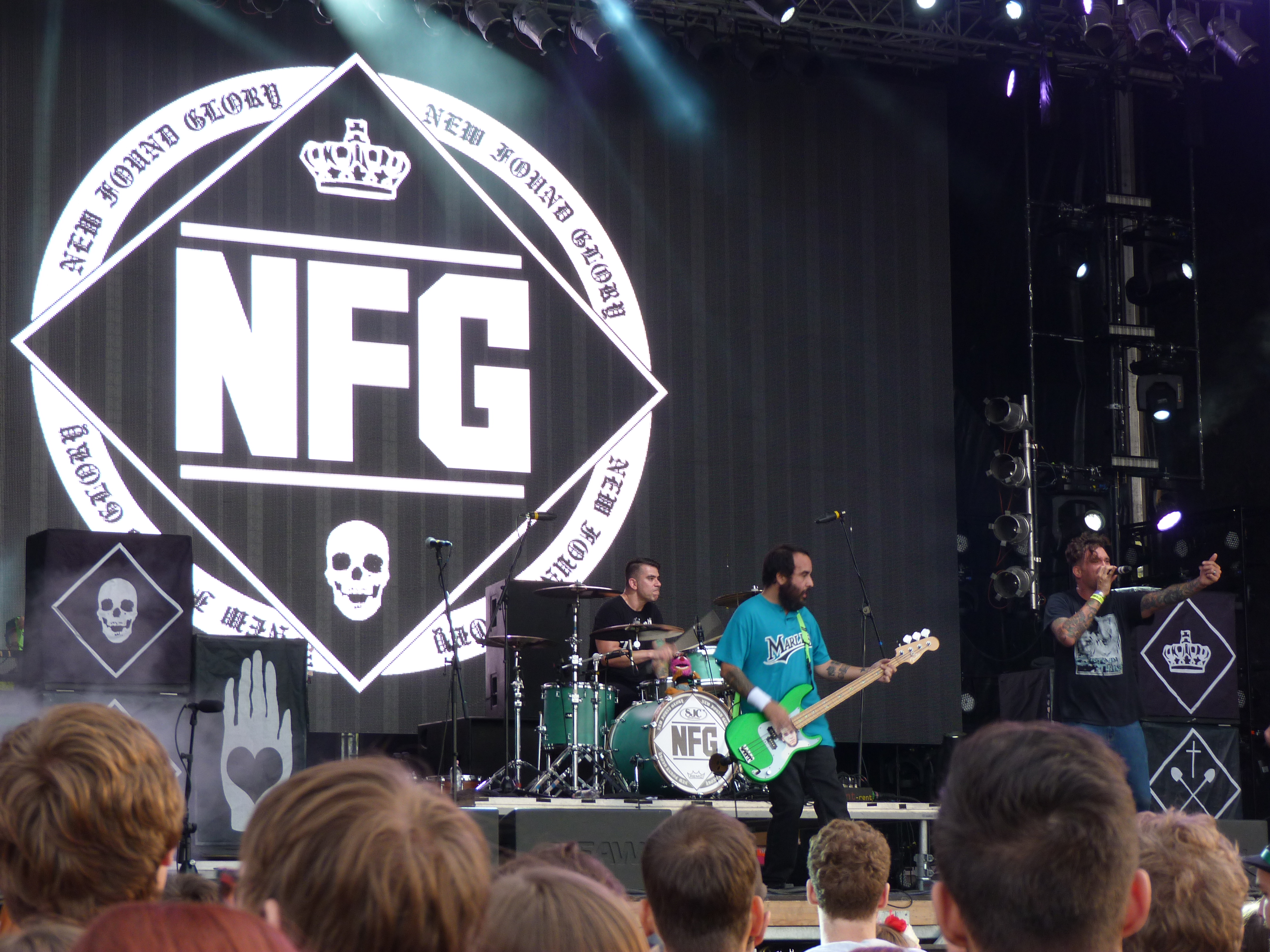
New Found Glory au Strand Festival en 2015.

Le 25 février 2014, le groupe annonce une tournée britannique de 11 dates avec The Story So Far, dans des villes comme Londres, Manchester, Birmingham, Liverpool, Cardiff et Leeds. Le 18 mai, le groupe annonce sur Facebook un nouvel album pour fin 2014 au label Hopeless Records. Le 27 mai, ils annoncent leur départ d'Epitaph Records et leur signature avec Hopeless Records.
Le 28 septembre 2016, New Found Glory annonce le début de la préproduction de leur album. Le 25 janvier 2017, l'album, Makes Me Sick, est annoncé pour le 28 avril 2017. Le premier single, Happy Being Miserable, et son clip, est publié le 15 février 2017.

## Membres

### Membres actuels
- Jordan Pundik – chant (depuis 1997)
- Chad Gilbert – guitare solo, chœurs (depuis 1997), guitare rythmique (depuis 2013)
- Ian Grushka – basse (depuis 1997)
- Cyrus Bolooki – batterie, percussions (depuis 1997)

### Membres de tournée
- James Dewees – claviers, synthétiseur (2003–2005)
- Michael Bethancourt – claviers, synthétiseur, chœurs (2007–2012)
- Mike Ambrose – batterie, percussions (2015)
- Nash Nardone – batterie (2010)
- Hayley Williams – guitare basse (2010), chant (2014)
- Marky Ramone – batterie (2011)

### Anciens membres
- Steve Klein – guitare rythmique (1997–2013)
- Joe Marino – batterie, percussions (1997)

## Discographie

### DVD
- The Story So Far (2002)
- This Disaster: Live in London (2004)